# Belinda Karahalios
Belinda Carmen Karahalios (née 1981 ou 1982) est une femme politique canadienne qui est députée provinciale de la circonscription de Cambridge à l'Assemblée législative de l'Ontario de 2018 à 2022.
Karahalios est initialement élue lors des élections provinciales de 2018 en tant que membre du Parti progressiste-conservateur de l’Ontario (PCO). Elle est expulsée du caucus du parti en juillet 2020 car elle avait voté contre le projet de loi 195, qui permettrait au gouvernement provincial de prolonger l'État d'urgence jusqu'à deux ans sans devoir consulter l'Assemblée législative. Karahalios termine son mandat en tant que membre du Nouveau Parti bleu de l'Ontario, parti co-créé et dirigé par son mari, Jim Karahalios, et elle. Elle perd son siège par le candidat progressiste-conservateur, Brian Riddell lors des élections générales de 2022 en Ontario.

## Carrière politique
Karahalios remporte les élections générales de l'Ontario en 2018 dans la circonscription de Cambridge. Le 29 juin 2018, elle est nommée adjointe parlementaire de Lisa MacLeod, ministre des Services à l’enfance et des Services sociaux et communautaires. À la suite d’un remaniement ministériel le 20 juin 2019, elle est nommée assistante parlementaire de Sylvia Jones, la solliciteuse générale.
Le 26 novembre 2019, Karahalios dépose le projet de loi 150, la Loi de 2019 visant à assurer la transparence et l’intégrité des élections des partis politiques. Cette loi rendrait illégale toute fraude électorale commise en Ontario lors d’élection interne d’un parti. Le motif de présentation du projet de loi était la corruption interne du parti progressive-conservateur, alléguée par Jim Karahalios, Doug Ford, Vikram Singh, et d'autres lors de l' élection à la direction du Parti progressiste-conservateur de l'Ontario de 2018 et lors du congrès du même parti en novembre 2018. Le projet de loi a été adopté à l'unanimité en deuxième lecture, malgré les indications initiales selon lesquelles le caucus du Parti conservateur de l'Ontario voterait contre. Cependant, le projet de loi meurt  lorsque des élections ont été déclenchées et que le 42e Parlement de l'Ontario a été dissous le 3 mai 2022.
Karahalios est expulsée du caucus progressiste-conservateur par le chef du parti et premier ministre Doug Ford après avoir voté contre le projet de loi 195, la Loi sur la réouverture de l'Ontario, qui élargirait l'autorité d'urgence du gouvernement pendant la pandémie de COVID-19. Karahalios vote contre la législation, la qualifiant de « dépassement inutile de notre démocratie parlementaire ».
Karahalios cofonde le Nouveau Parti bleu de l'Ontario aux côtés de son mari, Jim Karahalios.
En décembre 2021, Karahalios est expulsé de l’Assemblée législative pour ne pas avoir présenté de preuve de vaccination. Karahalios présente un test antigénique COVID-19 négatif, mais celui-ci est rejeté car il s'était produit dans les 90 jours suivant son dernier test positif.
Karahalios est à l'origine pour le projet de loi 184, qui modifie la Loi sur la location à usage d'habitation afin de supprimer le contrôle des loyers de toutes les unités locatives occupées pour la première fois après le 15 novembre 2018. Lors d'une audience du Comité de la politique sociale en 2020, au cours de laquelle des organisateurs communautaires et certains députés provinciaux opposés au projet de loi évoquent son impact négatif sur la stabilité sociale des communautés de Toronto (notamment des problèmes tels que les expulsions de mauvaise foi menant à l'itinérance), Karahalios se dit préoccupée par la « diffamation » des propriétaires, Karahalios réitère son inquiétude concernant les « petits [propriétaires] qui… se retrouvent avec des locataires avec lesquels ils n'ont pas une bonne expérience. »
Karahalios perd contre le candidat progressiste-conservateur lors des élections générales de 2022 en Ontario. Peu après, elle se présente au conseil municipal de Cambridge lors des élections municipales de 2022, mais elle perd.

## Vie personnelle
Belinda Karahalios est mariée à Jim Karahalios, avocat d'affaires et fondateur des groupes militants « Axe The Carbon Tax » et « Take Back Our PC Party », qui est disqualifié de la course à la direction du Parti conservateur du Canada en 2020. Elle est d'origine mixte trinidadienne et portugaise.